# Egon Erwin Kisch

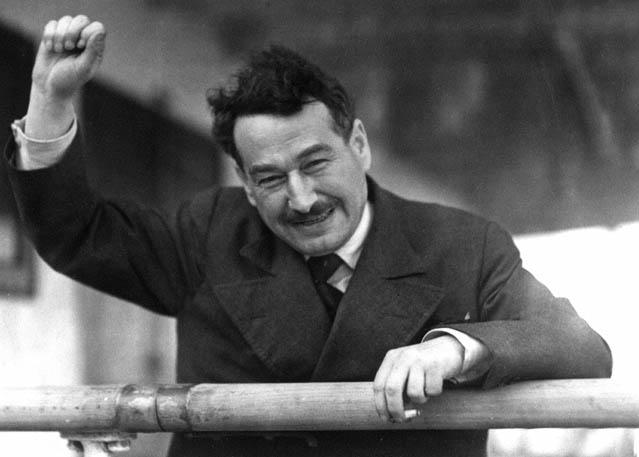
Egon Erwin Kisch an Bord eines Schiffes im Hafen von Melbourne (1934)

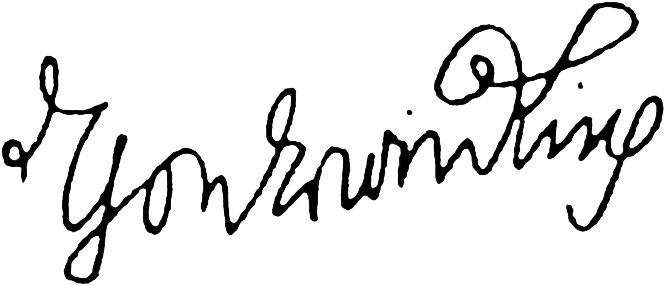
Unterschrift

Egon Erwin Kisch (eigentlich Egon Kisch; geboren am 29. April 1885 in Prag; gestorben am 31. März 1948 ebenda) war ein österreichischer, später tschechoslowakischer Schriftsteller, Journalist und Reporter. Er gilt als einer der bedeutendsten Reporter in der Geschichte des Journalismus und als wichtiger Vertreter der Prager deutschen Literatur. Nach dem Titel eines seiner Reportagebände ist er als „der rasende Reporter“ bekannt.

## Leben

### Kindheit und Jugend

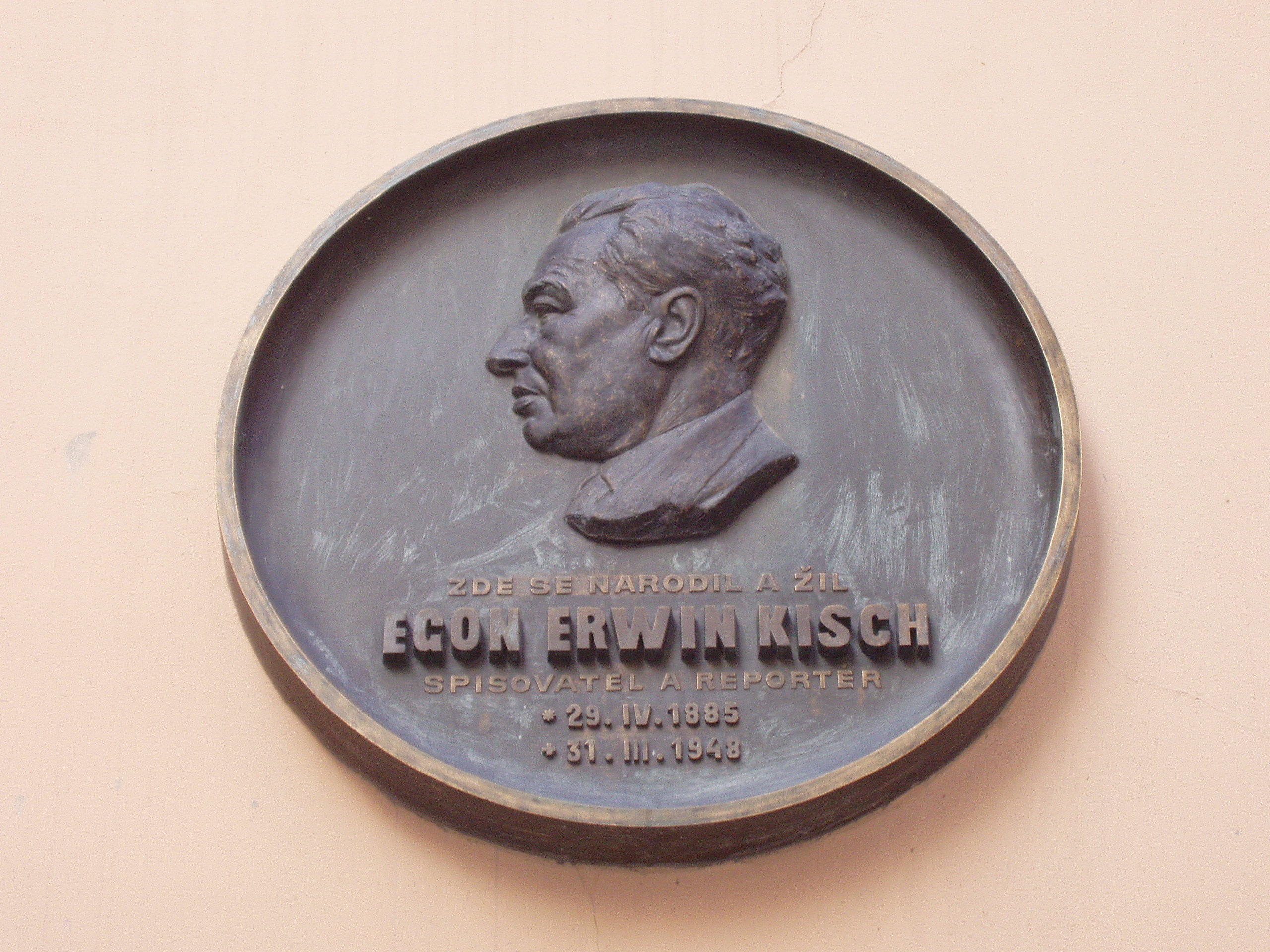
Gedenktafel an Kischs Geburtshaus in Prag

Egon Kisch wuchs in einer deutschsprachigen Familie auf. Er war der zweite von fünf Söhnen des jüdischen Tuchhändlers Hermann Kisch und seiner Frau Ernestine. Seinen zweiten Vornamen Erwin begann er erst später als sein literarisches Pseudonym zu verwenden. Die Familie wohnte in einem Renaissancehaus „Zu den zwei goldenen Bären“ in der Prager Melantrichgasse (tschechisch: Melantrichova); im Erdgeschoss des Hauses befand sich ihre Tuchhandlung. Seine ersten Schuljahre verbrachte Kisch in privaten Schulen, die sich in katholischen Klöstern befanden. 1891 lernte er in der Seidlschen Schule im Servitenkloster zu St. Michael, ab 1892 in der sogenannten Piaristenschule am Piaristenkloster. Ab 1895 besuchte er die Realschule – die kaiserlich-königliche Erste Deutsche Staatsschule in Prag in der Nikolandergasse, die im Volksmund als Nikolander-Schule bekannt war. Viele seiner Schulerfahrungen verwendete Kisch später in seinen Erzählungen und Reportagen. Dank des literaturbegeisterten Vaters, eines aktiven Mitglieds der „Concordia“, des „Vereins deutscher Schriftsteller und Künstler in Böhmen“, war Egon Kisch schon früh in persönlichen Kontakt mit bekannten Journalisten und Schriftstellern gekommen. Mit dem Journalisten Alfred Klaar sowie Gustav Meyrink, dem Schöpfer des Romans Der Golem, war Hermann Kisch eng befreundet.
Kischs Vater starb 1901. 1903 konnte Egon Kisch dank der finanziellen Unterstützung seiner Mutter seine erste weite Reise machen: Er besichtigte verschiedene Orte in Österreich und Bayern und schrieb seine Eindrücke von dieser Reise in einem Tagebuch auf. Im Oktober desselben Jahres begann er an der Technischen Hochschule in Prag zu studieren, wechselte jedoch nach einem Semester an die deutschsprachige Karl-Ferdinands-Universität, wo er Vorlesungen über Geschichte der deutschen Literatur und Geschichte der mittelalterlichen Philosophie belegte. 1903 wurde er Conkneipant der paritätischen Burschenschaft Saxonia Prag im Burschenbunds-Convent. Kisch focht mehrere Säbelmensuren: Im Ausschank eines jüdischen Branntweinhändlers in der Zigeunergasse gegen den Obmann des deutschvölkischen Vereins Germania, in der Garage eines deutschen Hotels in der Neustadt gegen einen Kontrahenten, der später im tschechisch-nationalen Leben der neugegründeten Republik eine Rolle spielte, und in einem verfallenen Klostertrakt gegen einen jüdischen Arzt aus Czernowitz. Er verfasste eine Abhandlung über das Prager Mensurwesen (enthalten in Aus Prager Gassen und Nächten).
Im Oktober 1904 begann Kisch seinen Militärdienst bei der k.u.k. Armee. Als Absolvent der Realschule konnte er den Dienst als Einjährig-Freiwilliger ableisten; auf Grund seiner Haltung kam es zu häufigen Konflikten zwischen ihm und seinen Vorgesetzten (die ihn für einen Anarchisten hielten), so verbrachte er einen großen Teil des Jahres im Arrest. Kisch erhielt zum Ende seiner Dienstzeit nicht die für Einjährig-Freiwillige übliche Beförderung zum Reserveoffizier, sondern wurde im Rang eines Korporals entlassen. Im Arrest kam er zum ersten Mal in Kontakt mit verschiedenen linksorientierten Gegnern des in Österreich-Ungarn herrschenden Systems, die er später so beschrieb:

„Freiheitsfanatiker, Antiautoritäre, Gleichheitsschwärmer, voller Hass gegen Duckmäuser und Streber und Militarismus, wenn auch nicht aus politischer Überzeugung oder aus sozial bewussten Gründen […] Sie haben mir viel von kostbarem Hass gegen die privilegierte Gesellschaft gegeben, und ich danke es ihnen ehrlich.“

### Anfänge des literarischen Schaffens und der journalistischen Arbeit
Die ersten literarischen Versuche Kischs datieren noch aus seiner Schulzeit: um die Jahreswende 1899/1900 veröffentlichte er ein Gedicht in einer Prager Zeitung und unterschrieb es Erwin Kisch. Er tat dies, um Unannehmlichkeiten in der Schule zu vermeiden – die Leitung der Nikolander-Schule verbot es ihren Schülern, in der Presse zu publizieren. Dieser selbstgewählte zweite Vorname Erwin erschien auch auf dem Umschlag des Buchdebüts Kischs – des Gedichtbändchens Vom Blütenzweig der Jugend, das mit finanzieller Unterstützung seiner Mutter 1905 in Dresden herausgegeben wurde und das er mit Egon Erwin Kisch unterschrieb. Von diesem Moment an verwandte Kisch in seinem Schaffen immer diesen doppelten Vornamen.

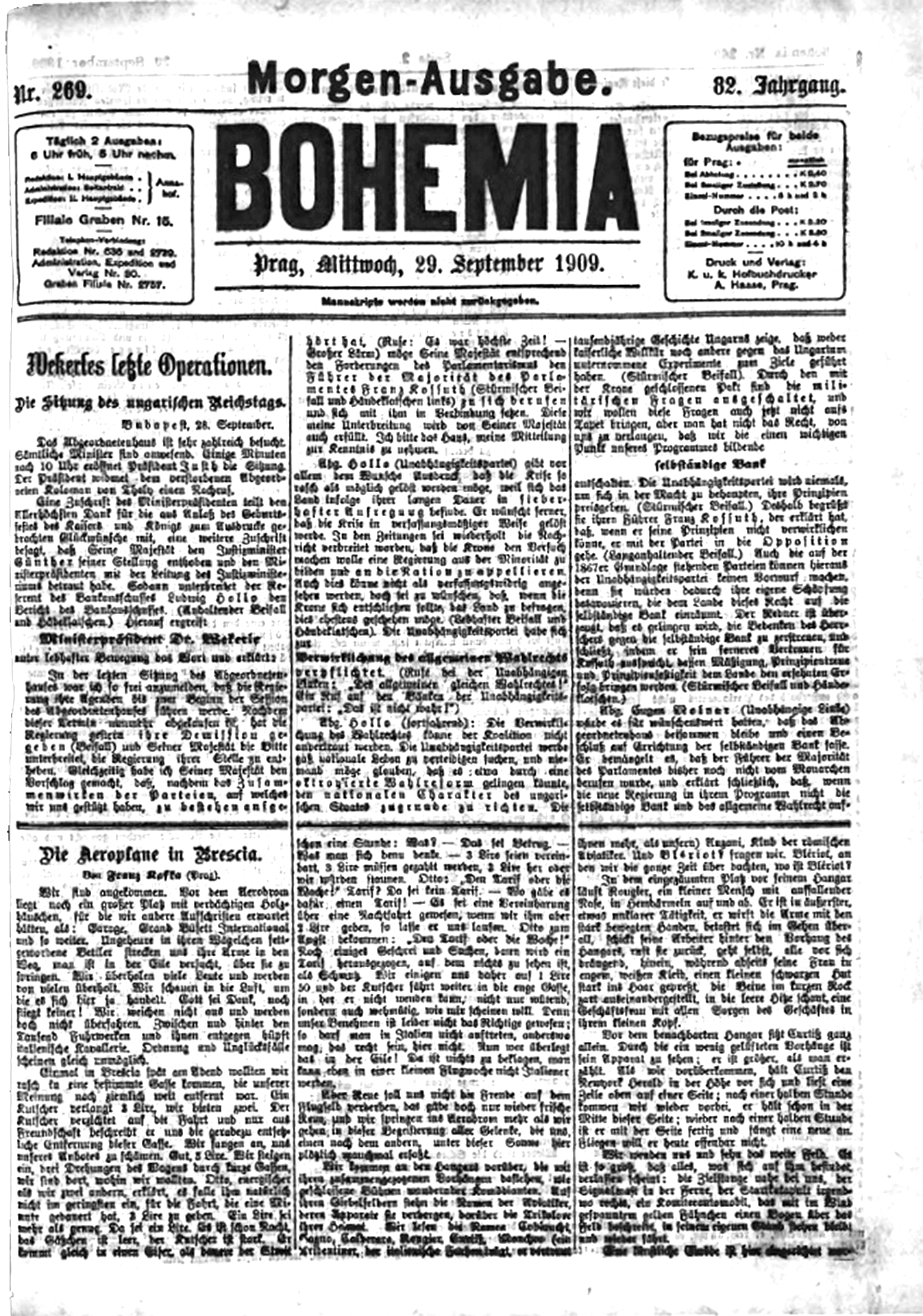
Titelseite der Prager Zeitung Bohemia (1909), für die Kisch von 1906 bis 1913 als Reporter tätig war

Im Jahr 1906 erschien das zweite Buch Kischs – der in Berlin herausgegebene Band mit Erzählungen und Geschichten (der einzige in seinem Leben, in dem er sich mit diesem Genre der Literatur befasste) unter dem Titel Der freche Franz und andere Geschichten. Kischs Aufenthalt in Berlin war die Folge seiner Studien an der privaten Wredeschen Journalistenhochschule, an der er sich gleich nach seiner Entlassung aus dem Militär immatrikulierte. An dieser Hochschule studierte Kisch aber nur ein Semester; schon im März 1906 kehrte er nach Prag zurück und begann als Volontär bei dem deutschsprachigen „Prager Tagblatt“ zu arbeiten, wo er ca. sechs Wochen blieb. Im April wurde Kisch von der renommierten Prager Tageszeitung Bohemia beschäftigt, wo er als Lokalreporter arbeitete und über tägliche Ereignisse in Prag berichtete – dies war der Beginn der eigentlichen Karriere Kischs als Reporter und Journalist. Bei der Bohemia arbeitete Kisch mit Paul Wiegler zusammen, einem erfahrenen Schriftsteller und Journalisten, der ihn bei der Arbeit unterstützte. In den Jahren 1910–1911 hatte Kisch eine ständige Rubrik unter dem Titel Prager Streifzüge; seine journalistische und Reporterarbeit bei der Zeitung (bei der er sieben Jahre, von 1906 bis 1913, arbeitete), ging über das Schreiben von wöchentlichen Feuilletons hinaus. Wegen seines Berufs hatte Kisch oft Kontakt mit der Prager Halb- und Unterwelt, als er in seiner Zeitung Einbruchdiebstähle, Brandstiftungen, Dirnenschlägereien usw. beschrieb. Viele dieser Erfahrungen verwandte er später in seinen Reportagebänden Aus Prager Gassen und Nächten (1912), Abenteuer in Prag (1920) und in seinem einzigen Roman Der Mädchenhirt aus 1914, der über das Milieu der Prager Dirnen und Zuhälter erzählt.
Kisch lernte auch das literarische und artistische Milieu Prags kennen, sowohl das deutsche als auch das tschechische. Unter den Schriftstellern, die er damals kennenlernte, waren Paul Leppin, Rainer Maria Rilke, Max Brod, Franz Kafka und Jaroslav Hašek, der Autor der Abenteuer des braven Soldaten Schwejk während des Weltkrieges – mit dem Letzteren verband ihn eine langjährige Freundschaft. Kisch war häufiger Gast in der Gaststätte „Zum Weißen Hasen“, dem Treffpunkt der Prager Boheme, und im Nachtcafé „Montmartre“. Von den dort erfahrenen Geschichten machte er in vielen seiner literarischen Reportagen Gebrauch, z. B. in der berühmten Erzählung Die Himmelfahrt der Galgentoni.
Während seiner Arbeit bei der Bohemia fuhr Kisch auch ins Ausland: 1907 besuchte er Piräus, Konstantinopel und Neapel, 1909 besichtigte er die – damals noch heimische – adriatische Küste und Brioni, und 1911 machte er eine Reise auf einem Floß auf der Moldau und der Elbe, bis nach Magdeburg fahrend (seine Eindrücke von dieser Reise beschrieb er in einer Reportage). 1911 interviewte Kisch den Prag besuchenden amerikanischen Erfinder Thomas Alva Edison. 1912 unternahm er eine Reise nach London und Antwerpen.

#### Die Affäre um Oberst Redl

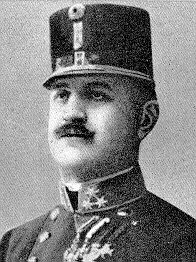
Alfred Redl, 1913 Protagonist einer bedeutenden Spionageaffäre, deren Aufdeckung Kischs journalistischen Ruhm begründete.

Eine der letzten Aufgaben Kischs während seiner Tätigkeit für die Bohemia und gleichzeitig eine seiner größten Errungenschaften als Reporter war der investigative Journalismus in Gestalt der Offenlegung der Affäre um den Selbstmord des Obersten Alfred Redl. Redl, der für das Evidenzbüro – den k.u.k. Militärnachrichtendienst – arbeitete, wurde als russischer Spion enttarnt und beging schließlich am 25. Mai 1913 Selbstmord. Der Generalstab sah durch diese Affäre die Monarchie kompromittiert und suchte sie zu vertuschen, was durch Kischs Veröffentlichung vereitelt wurde. Schon in der Ausgabe der Bohemia vom 28. Mai veröffentlichte er eine kurze Notiz, in der zu lesen war:

„Von hoher Stelle werden wir um Widerlegung der speziell in Militärkreisen aufgetauchten Gerüchte ersucht, dass der Generalstabschef des Prager Korps, Oberst Alfred Redl, der vorgestern in Wien Selbstmord verübte, einen Verrat militärischer Geheimnisse begangen und für Russland Spionage getrieben habe.“

Das angebliche Dementi erreichte sein Ziel. Durch die Notiz erfuhren nicht nur die breite Öffentlichkeit, sondern sogar der österreichische Kaiser Franz Joseph und der Thronfolger Franz Ferdinand von der größten Spionageaffäre vor dem Ersten Weltkrieg; sie war nicht mehr geheim zu halten. Seine Recherchen über Redl beschrieb Kisch detailliert im Buch Der Fall des Generalstabschefs Redl, das 1924 herausgegeben wurde.

#### Erster Weltkrieg
Im Juni 1913 siedelte Kisch nach Berlin um, wo er bei der Zeitung Berliner Tageblatt arbeitete. Im Frühjahr 1914 arbeitete er kurz als Dramaturg am Berliner Deutschen Künstlertheater (er ersetzte an diesem Posten Gerhart Hauptmann); schon am 31. Juli rückte er jedoch im Zuge der Mobilmachung beim Infanterieregiment 11 in Písek (Südböhmen) ein. Drei Tage zuvor hatte Österreich-Ungarn dem Königreich Serbien den Krieg erklärt – der Erste Weltkrieg hatte begonnen.
Mit seinem Regiment, das zum „Prager“ VIII. Korps gehörte, nahm Kisch als Korporal am ersten Feldzug gegen Serbien 1914 teil. Er erlebte unter anderem die Schlacht von Cer und die Niederlage der Österreicher in der Schlacht an der Drina. Im Februar 1915 wurde Kisch mit dem Prager Korps an die russische Front verlegt und am 18. März schwer verwundet. Bis dahin führte er ein Tagebuch, das kurz nach dem Krieg (1922) unter dem Titel Soldat im Prager Korps herausgegeben wurde und heute unter dem 1929 geänderten Titel Schreib das auf, Kisch! bekannt ist. Darin schilderte er – unter anderem – nach der Schlacht im Cer-Gebirge vom 16. bis zum 19. August 1914, bei der er als Schwarmführer gekämpft hatte, die Stimmung unter den Soldaten und deren Wut auf ihre unfähigen Kommandeure.
Nach der Entlassung aus einem Prager Krankenhaus wurde er als „felddienstuntauglich“ eingestuft. Seit 1916 arbeitete er als Zensor in der Etappe in Gyula in Ungarn. In dieser Zeit lernte er unter den Soldaten immer mehr Anarchisten, Pazifisten und Demokraten kennen; durch diese Kontakte verstärkte sich seine kritische Haltung zu sozialen und politischen Fragen.

#### Ende der österreichisch-ungarischen Monarchie – Hinwendung zum Kommunismus
Im Jahr 1917 wurde Kisch im Range eines Oberleutnants auf eigenes Ersuchen ins K.u.k. Kriegspressequartier in Wien abkommandiert, dessen Aufgabe die Koordination aller Presseinformationen und Propagandatätigkeiten der Donaumonarchie im Ersten Weltkrieg war. Paradoxerweise verursachte diese Verlegung den endgültigen Durchbruch in der Weltanschauung und der politischen Tätigkeit Kischs. In Wien kam er in Kontakt mit dem Verband der Unabhängigen Arbeiterjugend, und im November 1917 nahm Kisch in St. Aegyd am Neuwalde an einer Konferenz des illegalen Aktionskomitees der Linksradikalen teil. Das Komitee beschloss die Gründung eines illegalen Arbeiter- und Soldatenrates. Mit dieser Aufgabe wurde ein Dreierkomitee betraut, dem auch Egon Erwin Kisch angehörte. Nach der Gründung des Rates wurde Kisch zu seinem Mitglied.
Im Januar 1918 wirkte er bei der Organisierung eines Generalstreiks mit. All das erregte die Aufmerksamkeit seiner Vorgesetzten, die ihn zum Dienst bei der k.u.k. Kriegsmarine befahlen. Kisch nahm an der letzten Offensive der österreichisch-ungarischen Kriegsmarine teil, die unter dem Kommando von Miklos Horthy stand und deren Ziele das Durchbrechen der Otranto-Sperre und die Öffnung des Wegs von der Adria zum Mittelmeer waren. Die Offensive wurde unterbrochen, nachdem italienische Motortorpedoboote am 10. Juni das Schlachtschiff Szent István versenkt hatten. Kisch kehrte nach Wien zurück und nahm aktiv an den stürmischen Ereignissen der letzten Monate des Jahres 1918 teil, die mit dem Fall der österreichisch-ungarischen Monarchie endeten. Am 1. November 1918 kam es zu einem Soldatentreffen, in dem die „Rote Garde“ gegründet und Oberleutnant Kisch – einer der Redner – zu ihrem ersten „Kommandeur“ gewählt wurde. Diese Funktion hatte er nur bis zum 18. November inne, als er unter Druck der Sozialdemokraten in der Regierung zurücktreten musste. Er befehligte aber weiter das zweite Bataillon, und die Soldaten wählten ihn zum „Kommissar“ der Roten Garde.

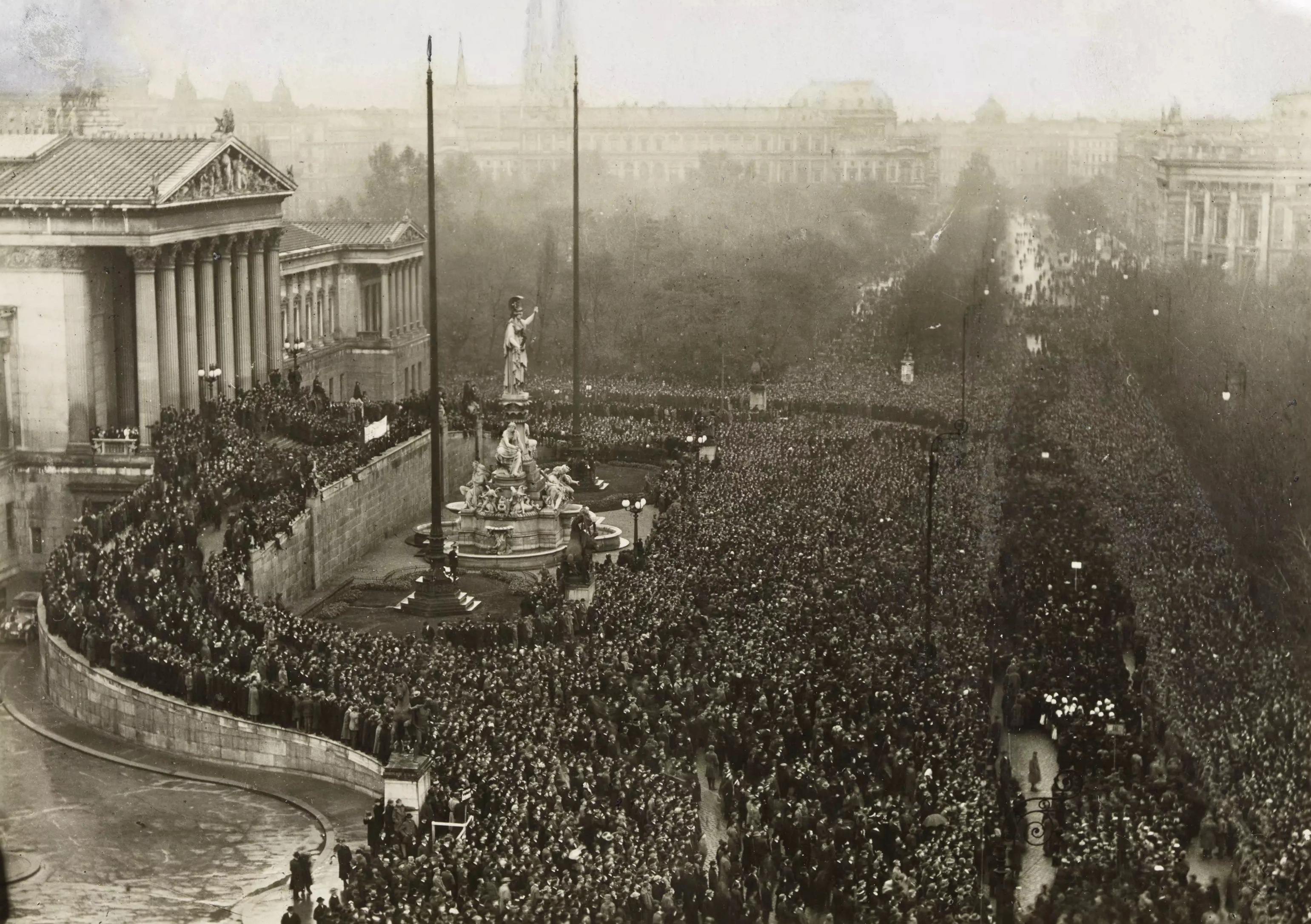
Die Ausrufung der Republik Deutschösterreich am 12. November 1918 vor dem Parlamentsgebäude in Wien. Kisch nahm als Anführer der Roten Garde an der Demonstration teil.

Kisch nahm an allen wichtigen Ereignissen teil, die am 12. November 1918 zum Fall der Monarchie und zur Ausrufung der Republik Deutschösterreich führten. An jenem Tag besetzte er mit seinen Soldaten für einige Stunden die Redaktion der Neuen Freien Presse, in der auch sein älterer Bruder Paul als Redakteur tätig war. Dieser, wie alle anderen Redaktionsmitglieder aus dem Haus gewiesen, soll darauf mit den Worten „Egonek, Egonek, das schreibe ich der Mama“ reagiert haben. Kisch befahl, eine Sonderausgabe der Tageszeitung zu drucken, mit dem Ausgabezeitpunkt „8 Uhr abends“ des gleichen Tages, in der unter der Schlagzeile „Arbeiter und Soldaten Wiens!“ zu lesen war, die Kommunistische Partei Deutschösterreichs wolle mit der Besetzung der Redaktion „für die Idee der sofortigen Verwirklichung der sozialistischen Republik“ demonstrieren. Nach dem Erscheinen von zwei Sonderausgaben verließ die Rote Garde das Gebäude wieder.
Im November 1918 wirkte Kisch beim Organisieren der Föderation Revolutionärer Sozialisten, „Internationale“, mit. Das Organ der Föderation war die Wochenzeitschrift Der Freie Arbeiter, und Kisch war in der Zeitung für die ständige Beilage für Soldaten „Die Rote Garde“ verantwortlich. Die Beilage redigierte er bis März 1919. Wegen seiner Enttäuschung über die politische Entwicklung und immer häufigerer Drohungen verzichtete er schließlich auf diese Arbeit.
Im Mai 1919 wurde er Mitglied der Kommunistischen Partei Österreichs, nachdem sich seine „Föderation Revolutionärer Sozialisten“ mit ihr vereinigt hatte.

### Schriftstellerkarriere als „rasender Reporter“ in der Weimarer Republik (1918–1933)

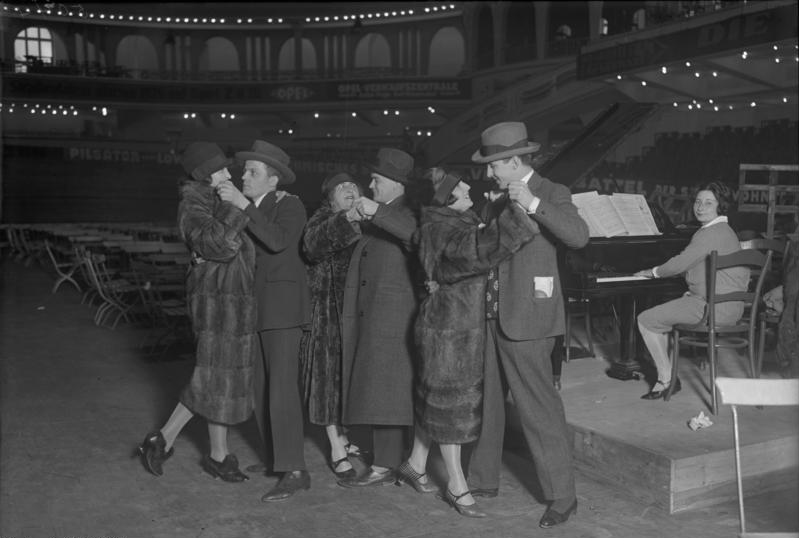
Als „der rasende Reporter“ wurde Kisch im pulsierenden Berlin der Zwanzigerjahre bekannt. Im Bild: Tänzer in den frühen Morgenstunden während des Sechstagerennens, von dem auch Kisch berichtete.

#### Rückkehr zur journalistischen und literarischen Arbeit
Nach dem Erlöschen der revolutionären Bestrebungen in der Tagespolitik engagierte Kisch sich weiterhin schriftstellerisch in politischen und sozialen Fragen. Vom März bis Juni 1919 arbeitete er als Reporter bei der links orientierten Wiener Zeitung Der Neue Tag. Nachdem sich die politische Situation in Österreich stabilisiert hatte, wurde er zur unerwünschten Person erklärt und des Landes verwiesen. Er kehrte nach Prag zurück.
Schon 1921 siedelte Kisch wieder nach Berlin über, das bis 1933 sein Hauptwohnsitz bleiben sollte. Hier arbeitete er unter anderem an der Anthologie Klassischer Journalismus; er machte Recherchen und sammelte Materialien für dieses Buch in der Staatsbibliothek (Unter den Linden). Im Jahr 1921 lernte er in Berlin Jarmila Amrozová kennen, die, nach ihrer späteren Heirat mit dem Prager Journalisten Vincenc Nečas als Jarmila Haasová-Nečasová, seine langjährige Freundin und Übersetzerin seiner Werke ins Tschechische wurde. Im Jahr 1922 wurde er Berliner Korrespondent der Brünner Tageszeitung Lidové noviny. Die Arbeit für diese Zeitung war seine Haupteinnahmequelle, er publizierte aber auch in vielen anderen Zeitungen und gab vor allem Reportagebände heraus.

#### Reisereportagen

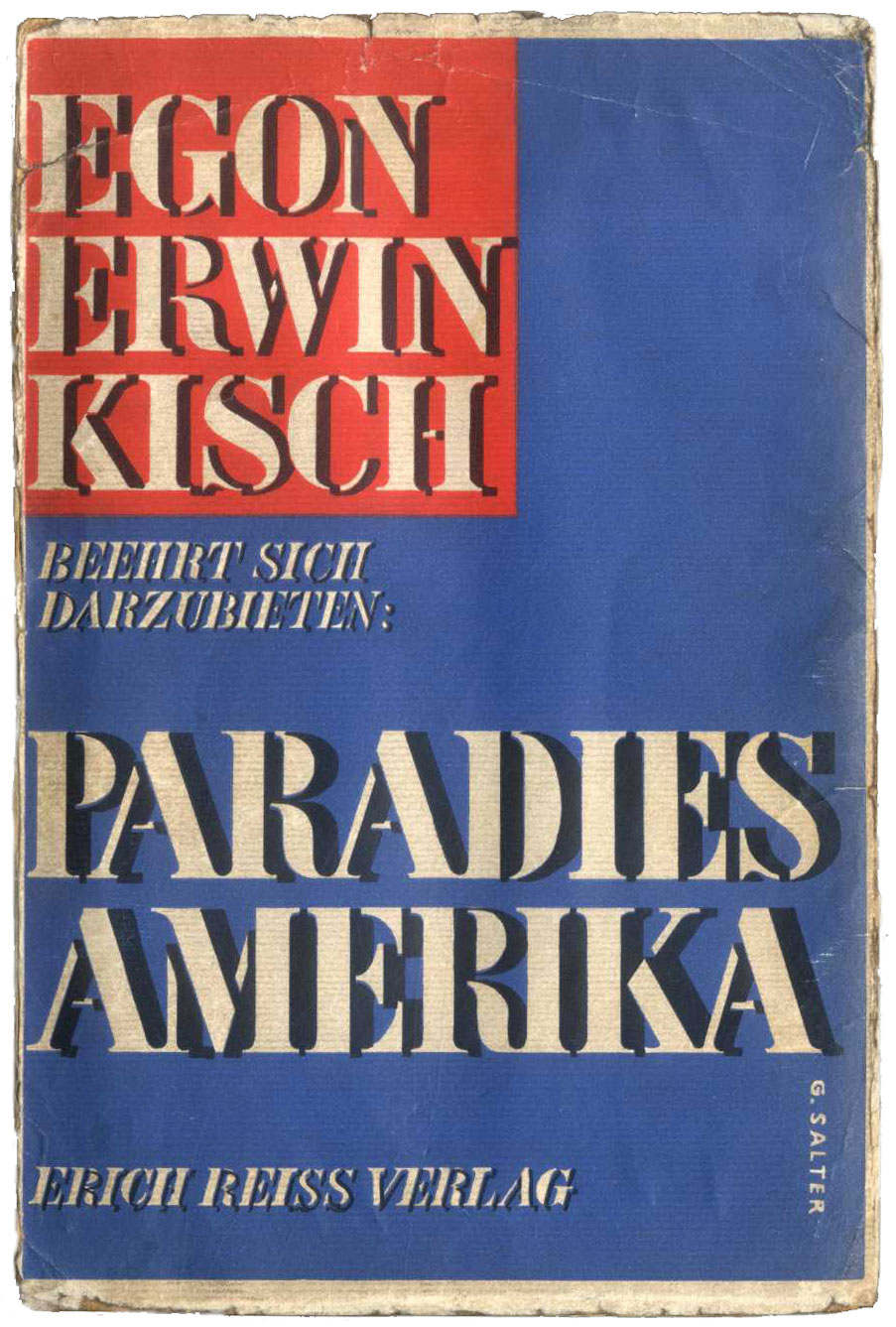
Erstausgabe des Reportagenbands Paradies Amerika, Berlin 1930

Stoff für seine Reportagen lieferten Kisch die Reisen, die er von Berlin aus in ganz Europa und in der Welt unternahm, vor allem mehrfache Besuche in der Sowjetunion (zum ersten Mal 1925), Algerien und Tunesien (1927), den USA (mehrmonatiger Aufenthalt um die Jahreswende 1928–1929) und China (1932). Diese außerordentliche Aktivität Kischs bewirkte, dass der Titel eines seiner Reportagebände – Der rasende Reporter von 1924 – zu seinem bis heute bekannten Beinamen wurde.
Schon 1923 besuchte er Maxim Gorki, der sich damals in Bad Saarow aufhielt. Im November 1925 trat er der Kommunistischen Partei Deutschlands bei, und schon im folgenden Monat konnte er in das „Vaterland des Weltproletariats“ fahren. Seine Eindrücke veröffentlichte er in der Zeitschrift Das Neue Russland und der kommunistischen Tageszeitung Die Rote Fahne; 1927 gab er seinen ersten Reportageband über die Sowjetunion heraus: Zaren, Popen und Bolschewiken, 1932 folgte der zweite Band: Asien gründlich verändert, der von den Sowjetrepubliken in Zentralasien erzählte. Kisch war voller Enthusiasmus für die politischen und sozialen Veränderungen im realsozialistischen Russland.

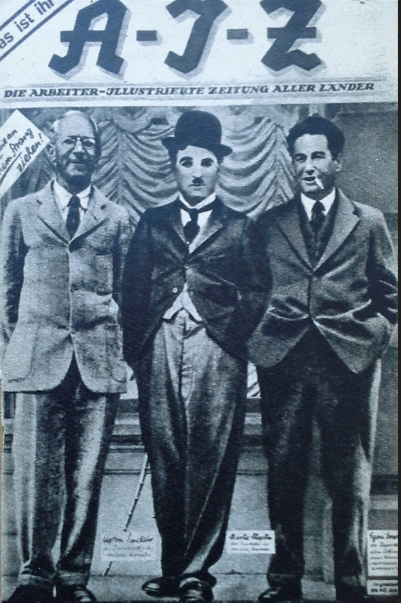
Die Arbeiter-Illustrierte Zeitung zeigt Kisch mit Upton Sinclair und Chaplin.

Ein ganz anderes Bild zeichnet Kisch in den Reportagen über seine mehrmonatige Reise in die Vereinigten Staaten um die Jahreswende 1928/1929. Nachdem Kisch das Schiff in New York City verlassen hatte, schiffte er sich wieder ein, diesmal als Leichtmatrose an Bord des Frachtschiffes Jefferson Myers, mit dem er von Baltimore über den Panamakanal nach San Pedro (heute Ortsteil von Los Angeles in Kalifornien) fuhr; dort traf er sich unter anderem mit Charlie Chaplin und dem sozialkritischen Schriftsteller Upton Sinclair. Über San Francisco, Chicago und Detroit kehrte er nach New York zurück. Eine Reportagereihe von dieser Reise (die er, als Kommunist, unter dem Decknamen Dr. Becker machen musste) veröffentlichte Kisch 1930 unter dem ironischen Titel Paradies Amerika.
Der letzte große Reportageband, der in Deutschland in den 1930er Jahren erscheinen durfte, war China geheim von 1933 – die Frucht seiner Reise im Jahr 1932 nach China, das damals durch einen Bürgerkrieg zerrissen und durch die Mandschurei-Krise mit Japan bedroht war.

#### Historische Reportagen

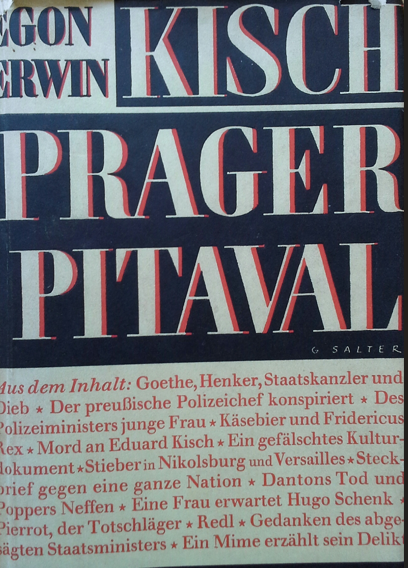
Erstausgabe von Kischs Prager Pitaval 1931 im Erich Reiss Verlag.

Der Schriftsteller befasste sich auch mit seiner näheren Umgebung, besonders unter geschichtlichen Aspekten. Er verarbeitete dabei eigene Erfahrungen, zum Beispiel als er 1922 sein Tagebuch aus dem Ersten Weltkrieg Als Soldat im Prager Korps (von 1929 an als Schreib das auf, Kisch!) herausgab oder 1924 die Affäre um den Oberst Redl (Der Fall des Generalstabschefs Redl) aufdeckte. Er verwandte Geschichten, die er in Prager Kneipen gehört hatte, machte Recherchen, historische „Ermittlungen“ und interessierte sich für die jüdische Gemeinschaft. Früchte dieser Studien waren das Kriminalistische Reisebuch von 1937, eine Beschreibung von Verbrechen aus allen Zeiten und Ländern, die Sammlung Geschichten aus sieben Ghettos von 1934 und vor allem der viel gepriesene Prager Pitaval von 1931, in dem Kisch Kriminalgeschichten aus seiner Heimatstadt schilderte.

#### Dramatisches Schaffen
Kisch versuchte sich auch im Drama; die Stücke waren meistens Adaptationen seiner Prosawerke. Noch in Prag wurde in tschechischer Sprache sein Roman Der Mädchenhirt auf der Bühne aufgeführt; in Berlin schrieb er die Komödie Die gestohlene Stadt von 1922 (auf Grund seiner historischen Reportage Käsebier und Fridericus Rex über Christian Andreas Käsebier, einen Dieb aus Halle (Saale), und den preußischen König Friedrich II.), das Drama Die Hetzjagd (die Geschichte des Oberst Redl), die Tragikomödie Die Himmelfahrt der Galgentoni und, in Zusammenarbeit mit Jaroslav Hašek, die Satire Die Reise um Europa in 365 Tagen von 1930.

### Im politischen Exil (1933–1946)

#### Ausweisung aus Deutschland

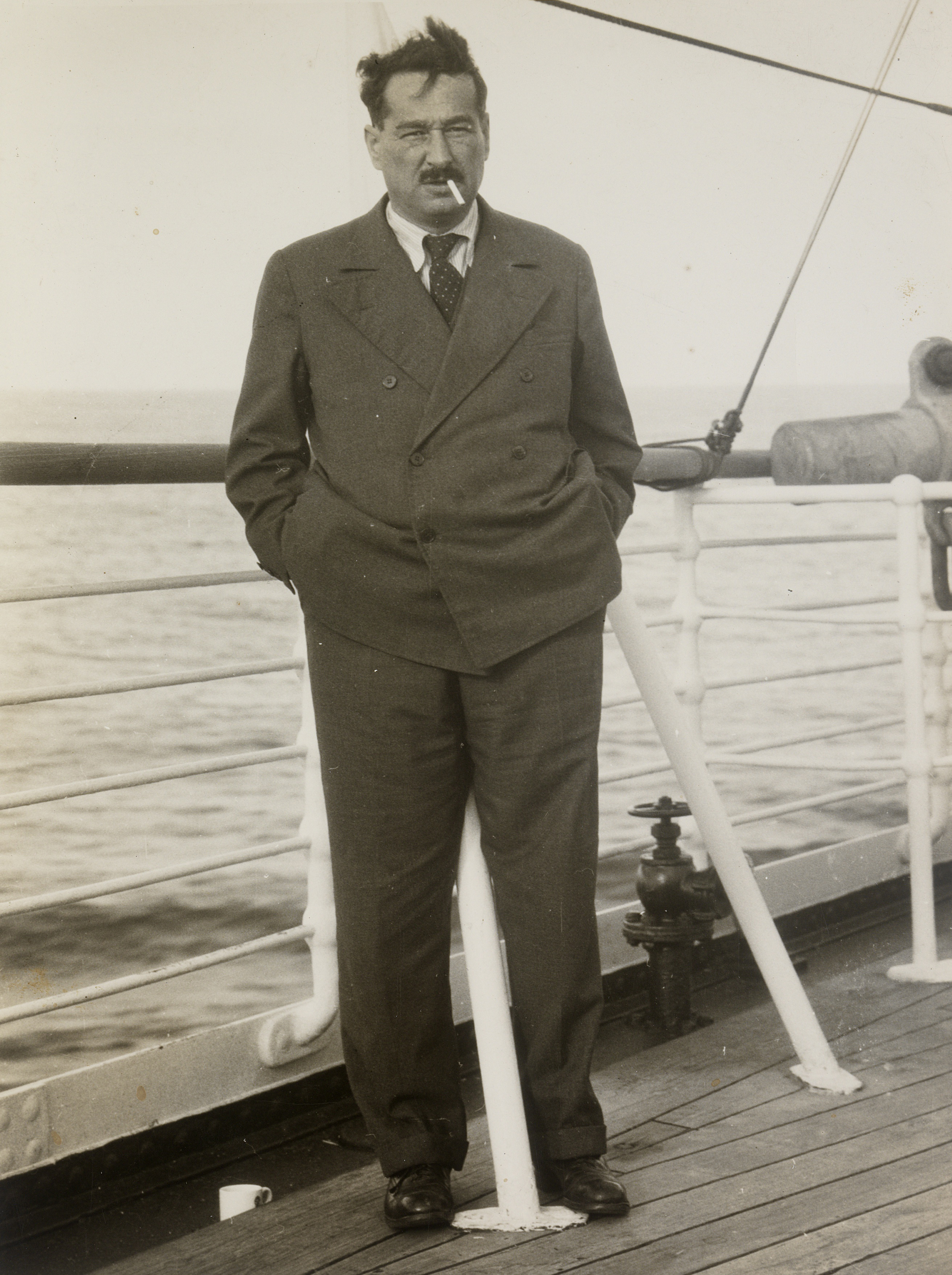
Kisch an Bord des britischen Passagierschiffs Strathaird auf der Reise nach Australien (1934). Als Delegiertem zum Antikriegskongress in Melbourne wurde ihm behördlich die Einreise verboten. Er brach das Verbot mit einem Sprung über Bord.

Einen Tag nach dem Reichstagsbrand, am 28. Februar um 5 Uhr morgens, wurde Kisch verhaftet und nach der Vernehmung im Polizeipräsidium Alexanderplatz in der Nacht vom 1. zum 2. März wegen „dringenden Verdachts der Teilnahme am Hochverrat“ in das spätere Kriegsverbrechergefängnis Spandau gebracht. Kisch war jüdischer Abstammung, zunächst österreichisch-ungarischer und dann tschechoslowakischer Staatsbürger. Nach der Intervention der Botschaft der Tschechoslowakei wurde er am 11. März freigelassen, mit Polizeibegleitung an die deutsch-tschechoslowakische Grenze abtransportiert und aus Deutschland ausgewiesen. Über diese Erfahrung schrieb er den Bericht In den Kasematten von Spandau, der in der Prager Arbeiter Illustrierten Zeitung veröffentlicht wurde und Aufsehen erregte.
Kisch engagierte sich sofort für den Widerstand gegen den Nationalsozialismus. 1933 hielt er eine Rede beim Antifaschistischen Arbeiterkongress Europas in Paris. 1934 übersiedelte er nach Paris und Versailles – bis 1939 seine „Stützpunkte“ für weitere Reisen. Seine Bücher wurden nun bei deutschen Emigrationsverlagen in Paris, Amsterdam und anderen Orten gedruckt.

#### KischsLandung in Australien
1934 fuhr Kisch an Bord des britischen Passagierschiffs Strathaird nach Australien, um an dem Gesamtaustralischen Antikriegskongress teilzunehmen, der in Melbourne stattfinden sollte. Dies wurde eine der bekanntesten Reisen Kischs wegen der dramatischen Umstände seiner Ankunft: Als Kisch in Fremantle an der Westküste Australiens von Bord gehen wollte, wurde ihm der Aufenthalt im Land verweigert; auch der Pass wurde ihm abgenommen, obwohl er ein gültiges Visum hatte, vom britischen Konsulat in Paris ausgestellt. Der Grund war, dass die australischen Behörden inzwischen von Kischs kommunistischer Gesinnung erfahren und ihn zur unerwünschten Person erklärt hatten. Kisch fuhr mit dem Schiff weiter nach Melbourne. Dort, am 13. November, im letzten Augenblick, als das Schiff den Hafen in Melbourne schon verlassen sollte, sprang Kisch von der Reling aus fast sechs Metern Höhe auf den Kai und brach sich dabei ein Bein. Er wurde zurück an Bord gebracht, und als die Strathaird am 16. November im nächsten Hafen – Sydney – ankam, wurde er von Bord geholt, in das Polizeiquartier gebracht und nach langen Querelen wegen versuchter illegaler Grenzüberschreitung zu drei Monaten Zwangsarbeit verurteilt – die Strafe musste er allerdings nicht abbüßen, er wurde gegen Kaution entlassen. In der Zwischenzeit hatte Kischs Sache in Australien für großes Aufsehen gesorgt. Die australische Linke organisierte Proteste, Streiks und Demonstrationen, schließlich wäre es beinahe zu einer Regierungskrise gekommen: Der australische Generalstaatsanwalt Robert Menzies (der spätere Ministerpräsident Australiens) wurde nazistischer Sympathien bezichtigt. Schließlich wurde Kisch dank des Drucks der Öffentlichkeit befreit und konnte in Australien bleiben. Der enthusiastisch gefeierte Schriftsteller unternahm mehrere Reisen durch den fünften Kontinent, deren Frucht der Reportageband Landung in Australien war. Erst 1937 herausgegeben, war dies die letzte große Veröffentlichung Kischs vor Beginn des Zweiten Weltkriegs.

#### Politisches Engagement in Paris und im Spanischen Bürgerkrieg

Originalausgabe der Broschüre Die drei Kühe, Madrid 1938. Kischs bekannteste Reportage aus dem Spanischen Bürgerkrieg

Im Jahr 1935 kehrte Kisch nach Europa zurück und engagierte sich wieder in der antifaschistischen Arbeit. Unter anderem nahm er im Juni 1935 am I. Internationalen Schriftstellerkongress zur Verteidigung der Kultur in Paris teil, auf dem er mit Heinrich Mann als Vertreter der deutschen Delegierten in den Kongressvorstand gewählt wurde. Auf dem Kongress hielt er das Referat Reportage als Kunstform und Kampfform. Kisch nahm auch am II. Internationalen Schriftstellerkongress teil, der im Juli 1937 in Madrid, der Hauptstadt des damals durch den Bürgerkrieg zerrissenen Spaniens, stattfand. Kisch besuchte in dieser Zeit als Reporter verschiedene Frontabschnitte und interviewte Soldaten der Internationalen Brigaden. Die Früchte dieser Arbeit waren kleinere Zeitungsreportagen sowie die beiden Einzelpublikationen Die drei Kühe und Soldaten am Meeresstrand, die 1938 von Verlagen der Internationalen Brigaden als Broschüren herausgegeben wurden. Anfang Mai 1938 kehrte Kisch nach Versailles zurück. Im Oktober heiratete er Gisela (Gisl) Lyner (1895–1962), die er 1919 in Wien kennengelernt hatte. 1939 arbeitete er an einem Manuskript über den Postmeister Jean-Baptiste Drouet aus Sainte-Menehould, der im Juni 1791 in Varennes die Flucht Ludwigs XVI. vereitelt hatte. Dieses Manuskript ist nicht erhalten.

#### Exil in den USA und in Mexiko
Zu Beginn des Zweiten Weltkrieges im September 1939 wurde Kisch als „politisch unsicherer Ausländer“ durch die französischen Behörden zwangsweise in ein Dorf bei Versailles umgesiedelt und dort unter Polizeiaufsicht gestellt. Dank der Hilfe von Gilberto Bosques, dem mexikanischen Generalkonsul in Paris, der ihm ein Visum erteilte, gelang es Kisch Ende 1939, aus Frankreich auf den amerikanischen Kontinent zu fliehen.
Die erste Etappe auf seinem Exilweg waren die Vereinigten Staaten, wobei er Schwierigkeiten bei der Einreise in die USA bekam und mehrere Tage auf Ellis Island warten musste, bevor ihm am 28. Dezember 1939 ein Durchreisevisum erteilt wurde. In New York lebte Kisch unter schwierigen Bedingungen. Noch 1936 hatte er zwar mit dem amerikanischen Verlag Alfred A. Knopf, Inc. einen Vertrag über seine Autobiografie unter dem Titel Crawling in the Inky River (Schwimmend im Tintenstrom) geschlossen, in der geänderten politischen Lage kündigte der Verlag aber den Vertrag. Kisch befasste sich in New York unter anderem mit Recherchen über die Lebensverhältnisse der New Yorker Juden. Im Sommer 1940 kam aus Europa auch seine Frau Gisela (Gisl), und Ende des Jahres beschloss das Ehepaar, nach Mexiko zu fahren. Mexiko war in den Jahren des Zweiten Weltkrieges ein reges Zentrum des kulturellen Lebens der deutschen Emigration (siehe Deutsche Flüchtlinge in Mexiko). Im November 1941 gründeten die deutschen Emigranten – darunter die Schriftsteller Alexander Abusch, Ludwig Renn, Anna Seghers, Bodo Uhse – in Mexiko-Stadt den Heinrich-Heine-Klub; seine Präsidentin war Anna Seghers, zum Vizepräsidenten wurde Kisch gewählt. Der Reporter schrieb Artikel für die Exilzeitung Freies Deutschland. 1941 erschienen bei Modern Age Books in New York in englischer Sprache dann doch seine Memoiren, deren Veröffentlichung der Verlag Alfred A. Knopf vorher verweigert hatte, allerdings unter einem anderen Titel: Sensation Fair; sie wurden im folgenden Jahr als Marktplatz der Sensationen beim Exilverlag El Libro Libre in Mexiko im Original in deutscher Sprache herausgegeben.
Seine Reisen in Mexiko nutzte Kisch zum Schreiben des Bandes Entdeckungen in Mexiko, der 1945 noch vor dem Ende des Krieges erschien. Dies war das letzte Buch von Egon Erwin Kisch.

### Rückkehr nach Prag. Die letzten Lebensjahre (1946–1948)

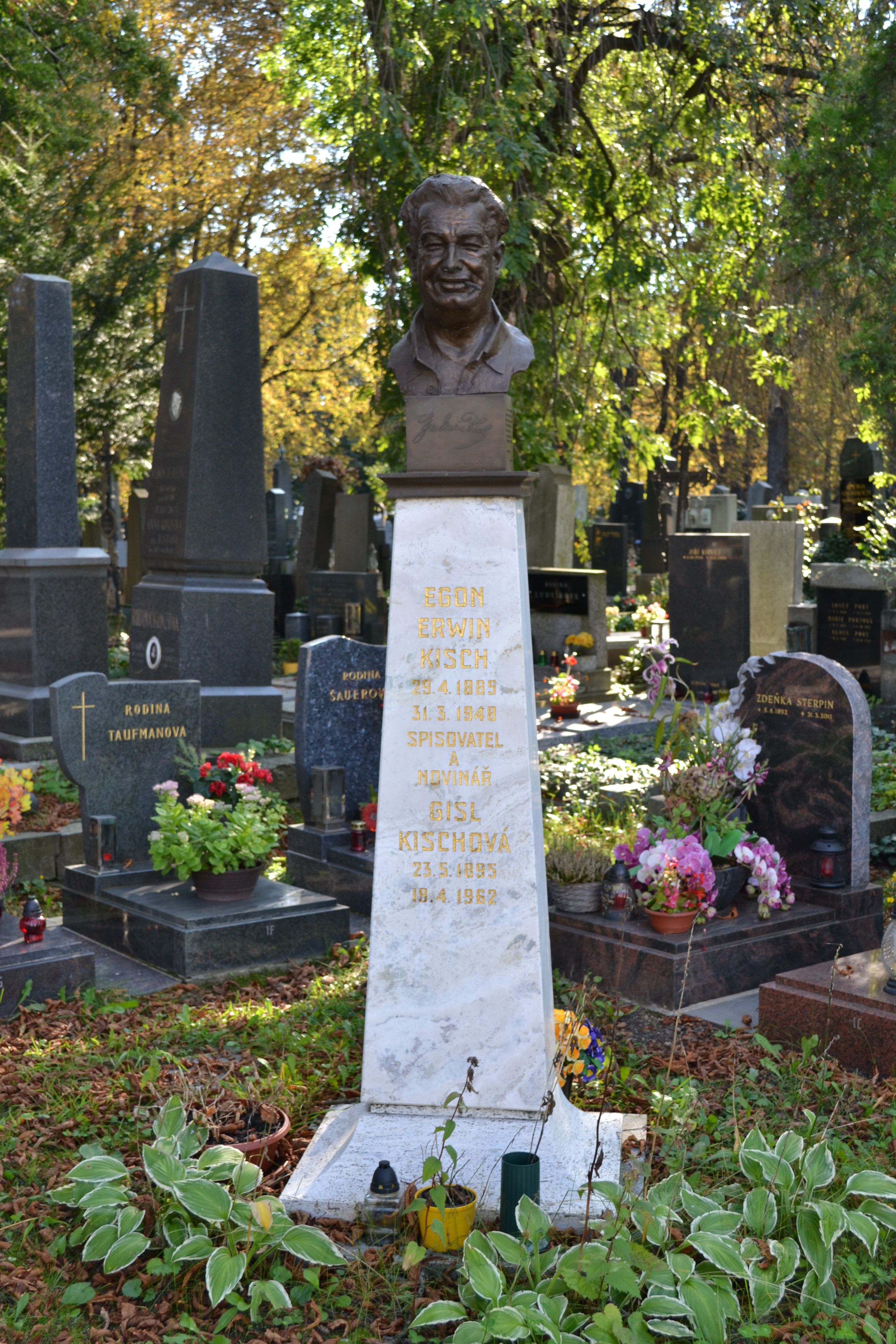
Egon Erwin Kischs Grab auf dem Friedhof Vinohrady in Prag

Kisch verließ Mexiko-Stadt am 17. Februar 1946 und fuhr zuerst mit dem Zug nach New York. Nach einem kurzen Zwischenaufenthalt und Wiedersehen mit alten Freunden fuhr er mit dem Schiff nach Europa und kam am 21. März nach Prag zurück. Während des Krieges waren zwei seiner Brüder umgekommen – Arnold im Ghetto Litzmannstadt 1942, Paul im Konzentrationslager Auschwitz 1944. Der dritte Bruder Wolfgang war bereits 1914 im Ersten Weltkrieg gefallen.
Kisch engagierte sich im politischen Leben der Tschechoslowakei, in der die Kommunistische Partei immer mehr an Bedeutung gewann. Er befürwortete die neue Ordnung, obwohl sie für seine deutschsprachigen Freunde die Vertreibung aus Prag und dem ganzen Land bedeutete.
Kisch wollte noch ein Buch über die befreite Tschechoslowakei schreiben; die letzte Reportage aus seiner Feder war Karl Marx in Karlsbad. Seine Gesundheit verschlechterte sich plötzlich: Im November 1947 hatte er den ersten Schlaganfall, am 24. März 1948 folgte der zweite. Egon Erwin Kisch starb am 31. März 1948 in der Prager Klinik in der Kateřinská-Straße, bis ans Ende betreut von seiner Frau Gisl und seiner Freundin Jarmila Haasová-Nečasová. Er ist auf dem Friedhof Vinohrady in Prag begraben.
Kischs Tod verhinderte auch die Zusammenstellung einer Werksammlung durch den Autor selbst, die unter dem Titel Der rasende Reporter erscheinen sollte. Auch sein Bericht Schuh-Werk über den Bata-Konzern blieb unvollendet.

## Rezeption
Kisch wird häufig als Schöpfer der literarischen Reportage bezeichnet. Er hat die literarische Reportage jedoch nicht erfunden, sondern selbst auf Anleihen verwiesen, die er bei Autoren des 19. Jahrhunderts genommen hat, wie etwa bei Jack London oder seinem journalistischen Vorbild aus Jugendjahren, Émile Zola. Kisch gebührt vielmehr das Verdienst, als „rasender Reporter“ durch seine ebenso informativen wie unterhaltsamen Milieuschilderungen der Reportage (die ursprünglich als rein journalistische Textsorte galt) im Literaturbetrieb erste und dauerhafte Anerkennung verschafft zu haben.
Im Sinne einer Würdigung der diesbezüglichen Verdienste wurde zwischen 1977 und 2004 an Kischs Geburtstag der von Henri Nannen gestiftete Egon-Erwin-Kisch-Preis verliehen – eine Auszeichnung für die beste journalistische Arbeit des jeweiligen Jahres. Der Journalistenpreis ging im Jahr 2005 in der Kategorie „Reportage“ des neu geschaffenen Henri-Nannen-Preises auf und gilt im deutschsprachigen Raum unter Journalisten nach wie vor als bedeutendste Auszeichnung. Gleichwohl wurde seit den 1920er-Jahren immer wieder auf Arbeiten Kischs verwiesen, in denen er Fakten nicht streng objektiv darstellte oder (am Ende des Ersten Weltkriegs und in den Jahren seines Exils) offen als politischer Propagandist auftrat. Zu Kischs journalistischer Objektivität bemerkte Kurt Tucholsky bereits 1925:

„Es gibt keinen Menschen, der nicht einen Standpunkt hätte. Auch Kisch hat einen. Manchmal – leider – den des Schriftstellers, dann ist das, was er schreibt, nicht immer gut. Sehr oft den des Mannes, der einfach berichtet: dann ist er ganz ausgezeichnet, sauber, interessant – wenngleich nicht sehr exakt, nicht sachlich genug. […] Reportage ist eine sehr ernste, sehr schwierige, ungemein anstrengende Arbeit, die einen ganzen Kerl erfordert. Kisch ist so einer. Er hat Talent, was gleichgültig ist, und er hat Witterung, Energie, Menschenkenntnis und Findigkeit, die unerläßlich sind. […] Aber wie ,sachlich’ man auch oder wie weit weg vom Thema man auch schreiben mag: es hilft alles nichts. Jeder Bericht, jeder noch so unpersönliche Bericht enthüllt immer zunächst den Schreiber, und in Tropennächten, Schiffskabinen, pariser Tandelmärkten und londoner Elendsquartieren, die man alle durch tausend Brillen sehen kann – auch wenn man keine aufhat –, schreibt man ja immer nur sich selbst.“

In dieser Hinsicht hatte Kischs politisches Engagement (vor allem seine lebenslange Bindung an die Ideale der kommunistischen Bewegung) bereits zu Lebzeiten wesentlichen Einfluss auf Ausgestaltung wie Rezeption seiner Werke. Als exponierter Antifaschist wurde Kisch im nationalsozialistischen Deutschland nachhaltig aus dem kollektiven Bewusstsein gelöscht – wie viele der deutschsprachigen Exilautoren, deren Bücher 1933 ebenfalls verbrannt worden waren. Unter ihnen zählte Kisch auch in den Jahren der stalinistischen Herrschaft in der Sowjetunion zu den linientreuen Kommunisten, was die Rezeption seiner Werke nach dem Ende des Zweiten Weltkriegs und Kischs Tod im Jahr 1948 zusätzlich erschwerte. So blieb der „rasende Reporter“ in der Zeit des Kalten Krieges westlich des Eisernen Vorhangs jahrzehntelang vergessen. In der DDR zählte er als sozialistischer Autor zum Kanon, seine Werke wurden laufend neu aufgelegt, in einer Gesamtausgabe zusammengefasst und waren jahrzehntelang auf den Bestsellerlisten der DDR vertreten.
Ausgehend von der intensivierten Wiederentdeckung der deutschsprachigen Exilautoren in der Bundesrepublik Deutschland und in Österreich entstand spätestens seit den 1990er Jahren auch zu Kischs Person allmählich ein differenzierteres Bild, das ihn als sozial engagierten Kosmopoliten zeigt – sozialisiert inmitten der kulturellen Vielfalt, der sozialen Konflikte und Widersprüche der Habsburgermonarchie, traumatisiert von den Schrecken des Ersten Weltkriegs, die seine Entwicklung zum engagierten Reporter und Internationalisten mitbedingt haben.
Kisch selbst betrachtete sich spätestens ab den 1930er Jahren nach zahlreichen Reisen durch verschiedene Kontinente als „Weltbürger“. In Paris soll er sich „kurz vor Kriegsausbruch [1939]“ im Gespräch mit dem gleichsam emigrierten Schriftsteller und Journalisten Friedrich Torberg diesbezüglich geäußert haben:

„‚Weißt du‘, sagte Kisch, ‚mir kann eigentlich nichts passieren. Ich bin ein Deutscher. Ich bin ein Tscheche. Ich bin ein Jud. Ich bin aus einem guten Haus. Ich bin Kommunist … Etwas davon hilft mir immer.‘“

## Schriften

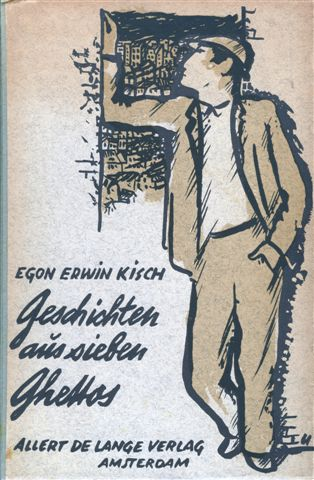
Geschichten aus sieben Ghettos, Allert de Lange, Amsterdam 1934 (Illustr. Paul L. Urban)

Kischs Werke in chronologischer Reihenfolge (Erstdrucke)
- Vom Blütenzweig der Jugend. Pierson, Dresden 1905 (Gedichte).
- Der freche Franz. Hugo Steinitz, Berlin 1906 (Erzählungen).
- Aus Prager Gassen und Nächten. A. Haase, Prag 1912 (archive.org).
- Prager Kinder. A. Haase, Prag 1913 (archive.org).
- Der Mädchenhirt. Erich Reiss, Berlin 1914 (Roman).
- Die Abenteuer in Prag. E. Strache, Prag/Wien 1920 (archive.org).
- Als Soldat im Prager Korps. K. André, Prag/Leipzig 1922.
- Die gestohlene Stadt. Erich Reiss, Berlin 1922.
- Klassischer Journalismus. R. Kaemmerer, Berlin 1923 (Herausgeber) (archive.org).
- Der Fall des Generalstabschefs Redl. Die Schmiede, Berlin 1924.
- Der rasende Reporter. Erich Reiss, Berlin 1925 (archive.org).
- Hetzjagd durch die Zeit. Erich Reiss, Berlin 1926 (archive.org).
- Zaren, Popen, Bolschewiken. Erich Reiss, Berlin 1927.
- Kriminalistisches Reisebuch. Die Schmiede, Berlin 1927.
- Wagnisse in aller Welt. Universum-Bücherei für Alle, Berlin 1927.
- Max Hoelz: Briefe aus dem Zuchthaus. Erich Reiss, Berlin 1927 (Herausgeber).
- Sieben Jahre Justizskandal Max Hoelz. Mopr, Berlin 1928.
- Schreib das auf, Kisch! Ein Kriegstagebuch. Erich Reiss, Berlin 1930 (archive.org, 1. August 1914 bis 22. März 1915).
- Die Reise um Europa in 365 Tagen. Eine groteske Begebenheit in 15 Bildern. Arcadia Berlin 1930 (geschrieben mit Jaroslav Hašek).
- Egon Erwin Kisch beehrt sich darzubieten: Paradies Amerika. Erich Reiss, Berlin 1930.
- Prager Pitaval. Historische Kriminalfälle aus Böhmen. Erich Reiss, Berlin 1931.
- Asien gründlich verändert. Erich Reiss, Berlin 1932.
- Aus drei Weltteilen. Staatsverlag der WUZWK, Charkow/Kiew 1932.
- Egon Erwin Kisch berichtet: China geheim. Erich Reiss, Berlin 1933.
- Über die Hintergründe des Reichstagsbrandes. Eher, München 1933 (Tarnschrift).
- Geschichten aus sieben Ghettos. Allert de Lange, Amsterdam 1934 (Illustr. Paul L. Urban). mit Der tote Hund und der lebende Jude
- Eintritt verboten. Éditions du Carrefour, Paris 1934.
- Abenteuer in fünf Kontinenten. Éditions du Carrefour, Paris 1936.
- Landung in Australien. Allert de Lange, Amsterdam 1937.
- Die drei Kühe. Eine Bauerngeschichte zwischen Tirol und Spanien. Madrid 1938 (Illustr. Amado Oliver Mauprivez).
- Soldaten am Meeresstrand. Barcelona 1938.
- Marktplatz der Sensationen. El libro libre, Mexiko-Stadt 1942.
- Entdeckungen in Mexiko. El libro libre, Mexiko-Stadt 1945.

Gesammelte Werkausgabe
In den Jahren 1960 bis 1985 erschien im Aufbau-Verlag unter der Bezeichnung Gesammelte Werke in Einzelausgaben eine elfbändige Werkausgabe, die in den 1990er Jahren erneut (diesmal in zwölf Bänden) aufgelegt wurde. Herausgegeben wurde sie von Bodo Uhse und Gisela Kisch, fortgeführt von Fritz Hofmann und Josef Polaček. Die Bände (in Klammern die Bandbezeichnung der zweiten Ausgabe) waren:
- Bd. 1 (1): Der Mädchenhirt. – Schreib das auf, Kisch! – Komödien. 1960 (archive.org).
- Bd. 2,1 (2): Aus Prager Gassen und Nächten – Prager Kinder – Die Abenteuer in Prag. 1968 (archive.org).
- Bd. 2,2 (3): Prager Pitaval – Späte Reportagen. 1969 (archive.org).
- Bd. 3 (4): Zaren, Popen, Bolschewiken – Asien gründlich verändert – China geheim. 1961 (archive.org).
- Bd. 4 (5): Paradies Amerika – Landung in Australien. 1962 (archive.org).
- Bd. 5 (6): Der rasende Reporter – Hetzjagd durch die Zeit – Wagnisse in aller Welt – Kriminalistisches Reisebuch. 1972 (archive.org).
- Bd. 6 (7): Geschichten aus sieben Ghettos – Eintritt verboten – Nachlese. 1973 (Textarchiv – Internet Archive).
- Bd. 7 (8): Marktplatz der Sensationen – Entdeckungen in Mexiko. 1974 (archive.org).
- Bd. 8 (9): Mein Leben für die Zeitung. Teil 1: 1906–1925. 1983 (archive.org).
- Bd. 9 (10): Mein Leben für die Zeitung. Teil 2: 1926–1947. 1983 (archive.org).
- Bd. 10 (11): Läuse auf dem Markt – Vermischte Prosa. 1985 (archive.org).
- Bd. (12): Der freche Franz. 1993 (archive.org).

Neuauflagen
- Egon Erwin Kisch: Die Himmelfahrt der Galgentoni. 12 Reportagen. Aufbau-Verlag, Berlin 1963.
- Egon Erwin Kisch: Schwimmen im Tintenstrom. Berühmte Reportagen. Hrsg. Dieter Schlenstedt, Area, Erftstadt 2005, ISBN 3-89996-427-6.
- Egon Erwin Kisch: Die schönsten Geschichten und Reportagen. Hrsg. von Ilija Trojanow, Aufbau-Verlag, Berlin 2008, ISBN 978-3-351-03229-6.
- Egon Erwin Kisch: Die drei Kühe. Eine Bauerngeschichte zwischen Tirol und Spanien. Hrsg. und kommentiert von Joachim Gatterer, Edition Raetia, Bozen 2012, ISBN 978-88-7283-425-1.
- Egon Erwin Kisch: Aus dem Café Größenwahn. Berliner Reportagen. Verlag Klaus Wagenbach, Berlin 2013, ISBN 978-3-8031-1294-1.
- Egon Erwin Kisch: Das Lied von Jaburek. Prager Reportagen. Verlag Klaus Wagenbach, Berlin 2015, ISBN 978-3-8031-1311-5.
- Egon Erwin Kisch: Zwischen Bettlern und Bohème. Berliner Orte. Hrsg. von Gabi Wuttke, Bebra Verlag, Berlin 2018, ISBN 978-3-89809-151-0.
- Egon Erwin Kisch: Marktplatz der Sensationen. Null Papier Verlag, Neuss 2019, ISBN 978-3-96281-712-1.
- Egon Erwin Kisch: Aus Prager Gassen und Nächten, Neuausgabe Hofenberg, Berlin 2022, ISBN 978-3-7437-4425-7
- Egon Erwin Kisch: Der Mädchenhirt, Neuausgabe Hofenberg, Berlin 2020, ISBN 978-3-7437-3778-5

## Verfilmungen
- 1925 – Oberst Redl (Spielfilm/Österreich-Ungarn) – Regie: Hans Otto Löwenstein (mit Robert Valberg u. a.)
- 1930 – Die Galgentoni/Tonka Sibenice (Spielfilm/Tschechoslowakei-Deutschland) – Regie: Karl Anton (mit Ita Rina u. a.)
- 1931 – Der Fall des Generalstabs. Oberst Redl (Spielfilm/Deutschland-Tschechoslowakei) – Regie: Karel Anton (mit Theodor Loos, Lil Dagover, Otto Hartmann)
- 1963 – Marktplatz der Sensationen (Fernsehfilm/DDR) – Regie: Milos Rehak (mit Klaus Piontek, Arthur Jopp, Fritz Links, Adolf-Peter Hoffmann, Sonja Hörbing, Hans Knötzsch, Gustav Stähnisch, Rolf Römer, Georg-Michael Wagner, Hans Fiebrandt u. a.)
- 1965 – Die Himmelfahrt der Galgentoni (Fernsehfilm/DDR) – Regie: Rudolf Vedral und Vera Loebner (mit Marianne Wünscher, Susanne Düllmann, Helmut Straßburger, Hans-Joachim Hanisch, Roman Silberstein, Reinhard Michalke und Otfried Knorr)
- 1966 – Der Dieb und der König (nach E. E. Kischs Die gestohlene Stadt) (Fernsehfilm/DDR) – Regie: Martin Eckermann (mit Bert Brunn, Harald Jopt, Nonnie Schwarz, Hans Zimmermann, Horst Arndt, Wilfried Pucher u. a.)
- 1972 – Die gestohlene Schlacht (nach E. E. Kischs Die gestohlene Stadt) (Spielfilm/DDR-Tschechoslowakei) – Regie: Erwin Stranka (mit Manfred Krug, Herwart Grosse, Helena Růžičková, Hannjo Hasse u. a.)
- 1972 – Galgentoni (Fernsehfilm/BRD) – Regie: Michael Kehlmann (mit Jitka Frantová, Grete Heger, Greta Zimmer, Herbert Prikopa, Franz Stoss, Friedrich von Thun, Nina Semona u. a.)
- 1985 – Marktplatz der Sensationen (Fünfteilige TV-Serie/BRD-Österreich-Tschechoslowakei-Schweiz) – Regie: Martin Hollý (mit Josef Laufer, Rosemarie Fendel, Suzanne von Borsody, Eduard Linkers, Wolfried Lier u. a.)
- 1985 – Oberst Redl (Spielfilm/Österreich-Ungarn) – Regie: István Szabó (mit Klaus Maria Brandauer, Armin Mueller-Stahl, Gudrun Landgrebe u. a.)
- 1985 – Karl Marx in Karlsbad (Kurzfilm/BRD) – Regie: Pavel Schnabel (mit Charlotte Oswald und Hugo Kaminsky)

## Dokumentarfilm
- 1985: Wissen Sie nicht, wo Herr Kisch ist, Regie: Eduard Schreiber, Koproduktion DEFA-Studio für Dokumentarfilme Potsdam-Babelsberg und Krátký Film Praha.

## Radiofeatures (Podcast)
- 1931 – Egon Erwin Kisch: Bericht über die Sowjetischen Revolutionsfeierlichkeiten im Radio aus Moskau. 3 Min., Archiv des Deutschen Rundfunks.
- 1985 – Ernest Hauer: Kisch – Eine Legende in Beispielen. Ö1-Panorama im Abendjournal (Min. 30–56), Archiv der Österreichischen Mediathek.
- 1998 – Renate Beckmann/Klaus Ihlau: Don Kischote oder wohin fanatische Neugier führt – Erinnerungen an den rasenden Reporter. 53 Min., Archiv der Österreichischen Mediathek.
- 2002 – Robert Weichinger (Gestalter): Chronisten – Reporter – Aufklärer. Ein Kanon des österreichischen Journalismus. Folge 1: Egon Erwin Kisch. Ö1-Hörportraitreihe (5 Min.), Demokratiezentrum Wien.